# Mustango
Albums de Jean-Louis Murat
Dolorès
(1996) Le Moujik et sa femme
(2002)
Mustango est un album de Jean-Louis Murat sorti le 23 août 1999. C'est un des plus populaires de l'artiste. Jennifer Charles, du groupe Elysian Fields, y fait quelques voix, en particulier sur le single Jim qui est devenu l'un des standards de Jean-Louis Murat.

## Liste des titres de l'album
| No  | Titre                      | Durée |
| --- | -------------------------- | ----- |
| 1.  | Jim - L'Héritier des Flynn | 4:36  |
| 2.  | Les Hérons                 | 3:13  |
| 3.  | Polly Jean                 | 3:48  |
| 4.  | Nu dans la crevasse        | 10:19 |
| 5.  | Mustang                    | 4:33  |
| 6.  | Bang bang                  | 7:22  |
| 7.  | Belgrade                   | 4:12  |
| 8.  | Viva Calexico              | 3:21  |
| 9.  | Les Gonzesses et les Pédés | 3:50  |
| 10. | Au mont Sans-souci         | 2:59  |
| 11. | Le Fier Amant de la terre  | 3:55  |

## Réception critique
Selon l'édition française du magazine Rolling Stone, cet album est le 57e meilleur album de rock français. Il est également inclus dans l'ouvrage Philippe Manœuvre présente : Rock français, de Johnny à BB Brunes, 123 albums essentiels.